# 马恩河谷当代艺术博物馆
马恩河谷当代艺术博物馆（Musée d'Art Contemporain du Val-de-Marne），简称MAC/VAL（MAC/VAL），是一栋坐落于法國大巴黎马恩河谷省（Val-de-Marne）的当代艺术博物馆，位於塞纳河畔维特里（Vitry-sur-Seine）。
该博物馆于2005年开放，致力于展示1950年代至今活跃于法国艺坛的艺术作品。其建筑由建筑师雅克·里波 (Jacques Ripault) 设计，总建筑面积为13,000平方米（包括2600平方米的永久展览空间、1350平方米的临时展览展览空间、480平方米的研究中心和700平方米的储藏室及车间）。它还包含一个有150个座位的礼堂和电影院，位于10,000平方米的公共花园内。

博物馆现藏有2500余件作品，既包含如克里斯提安·波坦斯基，塔蒂亚娜·特鲁维，凯德阿提亚，阿涅斯·瓦尔达，克萊門特·柯吉多雷，吉娜·巴奈，安妮特·梅萨热，克劳德·克洛斯基, 皮埃尔·于热，Mimosa Echard等知名艺术家作品，亦包含大量新兴艺术家的作品。